# 国际事务专业学院协会
国际事务专业学院协会（英語：Association of Professional Schools of International Affairs, APSIA）是国际事务专业研究生院的非营利性教育组织，在全球拥有39个成员和30个隸屬成員。
国际事务专业学院协会始于20世纪70年代中期的美国研究生院网络，于1989年成立并发展成为一个国际协会，在亚洲、欧洲、拉丁美洲和北美拥有成员和隸屬成員。该协会帮助成员转变国际事务中的专业教育，从而促进国际理解、繁荣、和平和国家安全。
国际事务专业学院协会校友继续在广泛的领域工作，其中12位积极担任国家元首和高级内阁官员。

## 台灣
目前台灣的正式會員為國立政治大學的國際事務學院，2010年開始為附屬會員，2025年成為協會正式成員。